# Protomiltogramma obscurior
Protomiltogramma obscurior är en tvåvingeart som först beskrevs av Villeneuve 1916.  Protomiltogramma obscurior ingår i släktet Protomiltogramma och familjen köttflugor. Inga underarter finns listade i Catalogue of Life.